# Fernando Cruz Solís
Fernando Cruz Solís (Sevilla, 1923 - Manzanares el Real, 2003) fou un escultor figuratiu espanyol deixeble de l'escultor José Capuz i després de la seva formació va arribar a exercir el càrrec de catedràtic de l'Escola de Belles Arts de Madrid.

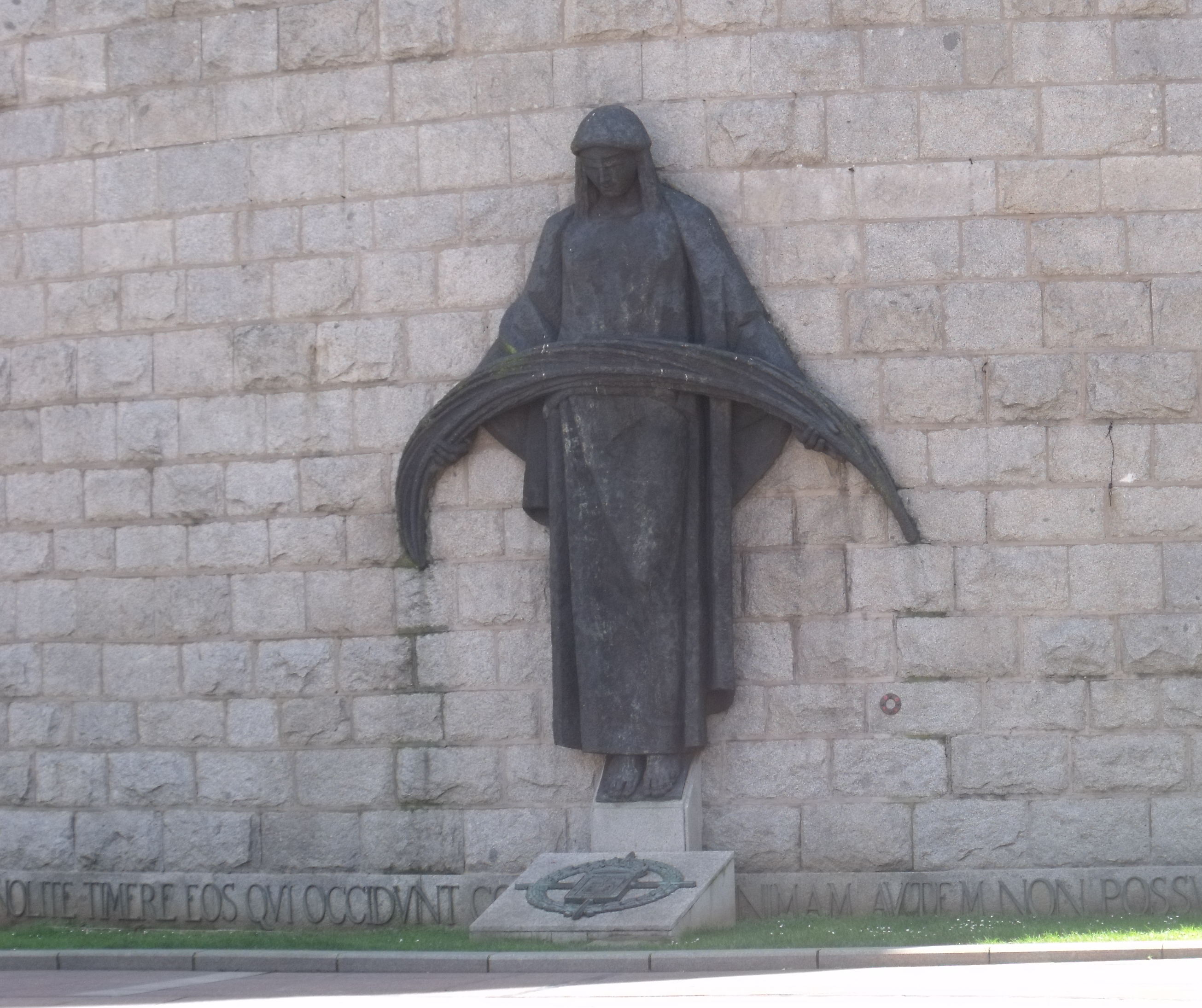
Monument al Defensors Caiguts a la plaça de la Gesta a Ovideo

La seva obra és extensa i entre ella hi ha la seva col·laboració en l'ampliació i finalització de l'escultura sedent de Felip II (en bronze i de tres metres d'altura), situada a l'arqueria de l'Escorial, a l'exterior del Monestir, les monumentals portes de bronze de la basílica del Valle de los Caídos, quatre grups escultòrics del monument al Sagrat Cor del Cerro de los Ángeles, l'estàtua de Santa Teresa de Jesús del Convent de l'Encarnació d'Àvila i, com escultura de la imatgeria de la Setmana Santa, el Crist Jacent de Guadalajara.
També ha dut a terme escultures que han passat a formar part de museus a l'aire lliure (escultura urbana) de moltes ciutats, com la coneguda com "Monumento a los Defensores Caídos", situada a la plaça de La Gesta d'Oviedo, inaugurada el 17 d'octubre de 1964 la qual es vol rememorar als defensors de la ciutat en el setge republicà de la guerra civil espanyola de 1936, es va rematar amb l'església de Sant Francesc d'Assís, dissenyada per l'arquitecte Luis Prieto Bances, a la façana de la qual es va col·locar aquest monument.